# Сусамыртау
Сусамырта́у (кирг. Суусамыр тоо) — горный хребет в Кыргызстане, в системе Внутреннего Тянь-Шаня, к юго-востоку от Таласского Ала-Тоо. Вместе с хребтом Джумгалтау ограничивает с юга Сусамырскую долину.
Протяжённость составляет около 125 км; максимальная высота — 4048 м. Хребет сложен преимущественно гранитами и метаморфическими сланцами нижнего палеозоя. Имеются ледники. В западной, более низкой части хребет прорван сквозным ущельем реки Чичкан (правый приток Нарына). Со склонов стекает также река Сусамыр. Преобладают ландшафты горных лугов и каменистых высокогорий.